# Număr stella octangula
Un număr stella octangula sau număr octaedric stelat este un număr figurativ.
Primele numere stella octangula:
1, 14, 51, 124, 245, 426, 679, 1016, 1449, 1990, 2651, 3444, 4381, 5474, 6735, 8176, 9809, 11646, 13699, 15980, 18501, 21274, 24311, 27624, 31225, 35126, 39339, 43876, 48749, 53970, 59551, 65504, 71841, 78574, 85715, 93276, 101269, 109706, 118599, 127960.

## Formule
Al n-lea număr stella octangula este dat de relația:
{\displaystyle n(2n^{2}-1)}

### Ecuația Ljunggren
Singurele două numere stella octangula care sunt și pătrate sunt {\displaystyle 1} și {\displaystyle 9653449=3107^{2}=(13\times 239)^{2}}, care corespund la n = 1, respectiv n = 169. Curba eliptică care descrie numerele stella octangula pătrate,
{\displaystyle m^{2}=n(2n^{2}-1)}
poate fi adusă la forma Weierstrass, echivalentă
{\displaystyle x^{2}=y^{3}-2y}
prin schimbările de variabilă {\displaystyle 1=x=2m} și {\displaystyle 1=y=2n}.Deoarece cei doi factori n și {\displaystyle 2n^{2}-1} numărului pătratic {\displaystyle m^{2}}sunt numere relativ prime, ele trebuie să fie ele însele pătrate, iar o a doua schimbare de variabile {\displaystyle X=m/{\sqrt {n}}} și {\displaystyle Y={\sqrt {n}}} duce la ecuația Ljunggren:
{\displaystyle X^{2}=2Y^{4}-1}
O teoremă a lui Siegel afirmă că orice curbă eliptică are un număr finit de soluții, iar Format:Harvs a făcut o demonstrație dificilă că singurele soluții întregi ale ecuației sunt (1,1) și (239,13), care corespund la cele două numere stella octangula amintite. Louis J. Mordell a conjecturat că demonstrația poate fi simplificată, iar ulterior câțiva autori au publicat asemenea demonstrații.

## Alte aplicații
Numerele stella octangula apar într-o familie parametrică de cazuri la problema scărilor încrucișate în care lungimile și înălțimile scărilor și înălțimea punctului lor comun sunt toate întregi. În aceste cazuri, raportul dintre înălțimile celor două scări este un număr stella octangula.